# 태국가지
태국가지(태국어: มะเขือ 마크아[*])는 동남아시아에서 흔히 재배하는 재배종 가지이다.

## 특징
열매는 작고 둥근 모양이며, 한 나무에 30~40여개 정도 열린다. 녹색일 때 수확해서 먹는다.